# Millares

Extensión del municipio en la comarca de la Canal de Navarrés

Millares es un municipio de la Comunidad Valenciana, España. Situado en el interior de la provincia de Valencia, en la comarca de La Canal de Navarrés, aunque forma parte de la Mancomunidad Intermunicipal de la Hoya de Buñol-Chiva. Cuenta con una población de 329 habitantes (INE 2024). Se trata de un municipio castellanohablante, en el que el castellano cuenta con el predominio lingüístico reconocido legalmente.

## Geografía
Emplazado en el macizo cretácico de Caroche, en la hendidura abierta por el río Júcar entre la muela de Cortes, al oeste, y la sierra de Caballón, al noreste.
El río Júcar, su principal accidente geográfico, le sirve de límite con Dos Aguas y Tous. Aparte del Júcar recorren el término las ramblas del Sabinat, Seca, Canillas y Pileta.
Entre sus numerosas cuevas y abrigos merecen ser visitadas la cueva las Donas, casi en el límite con Quesa, la de las Palomas, cercana a la población, y el abrigo del Barranco de las Cañas, con pinturas rupestres de tipo naturalista. Hay 25 abrigos más con pinturas rupestres descubiertos por José Martínez Royo, declarados Patrimonio de la Humanidad por la UNESCO.
También un importante yacimiento con huellas de dinosaurio, descubierto por José Martínez Royo.
Se accede a este pueblo, desde Valencia, a través de la A-7 tomando luego la CV-520 para acceder a la CV-422, a continuación seguir por la CV-435 y finalmente por la CV-580.

### Localidades limítrofes
El término municipal de Millares limita con las localidades de Bicorp, Cortes de Pallás, Dos Aguas, Quesa y Tous, todas ellas de la provincia de Valencia.
Hay 42,74 km de distancia entre Valencia y Millares y 74 km por carretera.

## Historia.
Millares poblado desde la edad de bronce y nombrado por distintas civilizaciónes como Grecia y Roma,su nombre deriva del griego Menlaria que quiere decir hombres de la miel,para los romanos Mellarium que viene a significar apicultor,en época musulmana Melfa,que es buena miel.
Millares fue una población importante en tiempos de la dominación musulmana, como se desprende del hecho de que en 1257, conquistada ya por Jaime I, tributara a la Corona aragonesa con 200 besantes. Un año antes de ser conquistada, en 1256, el propio Jaime I dona la localidad a Atho de Foces. La mayoría de sus habitantes eran moriscos, quienes contaban con 55 casas en 1563 y con 80 casas en 1609, año en que fue decretada su expulsión.
Muchos se negaron a acatar el decreto y, junto con otros moriscos de poblaciones vecinas, se refugiaron en la Muela de Cortes, desde donde resistieron durante algún tiempo a las tropas reales, pero fueron derrotados finalmente. El pueblo quedó casi totalmente deshabitado y la corona hubo de indemnizar al señor de la baronía por los perjuicios ocasionados al privarle de mano de obra que trabajase sus tierras.
Entre 1609 y 1612, resistieron valerosamente una partida de 35 moriscos de los que participaron en la revuelta, capitaneados por Alemaken y dirigidos espiritualmente por Alamir, un filósofo y alfaquí de Millás, según se relata en un librito de Simeón Zapata Valenciano y que con autorización del Virrey, pudo tras innumerables dificultades ponerse en contacto con ellos, gracias a la colaboración de Alkassar, morisco converso de la localidad Xalanse, Jalance hoy, llegando al acuerdo de su pacífica rendición y traslado a tierras del norte de África, donde fueron acogidos.
Sin saber ya en que fecha concreta, se autorizó la repoblación del lugar por familias cristianas, en una primera etapa de 16 familias venidas de Aragón, que según se relataba por los viejos del lugar, encontraron al llegar al pueblo, ya residiendo una familia de cristianos viejos, no detallándose si eran venidos en la etapa de despoblación, o que eran habitantes ya en el tiempo en que también vivían los moriscos hasta 1609.
Se completó la repoblación de la villa con un total de 80 familias, que llegaron avisados por sus parientes venidos en la primera etapa, y que llegaron también de Aragón, de Navarra y de Vascongadas, ya siendo escrito en una visita pastoral conservado el escrito en la Parroquia de Millás, que el pueblo contaba con 88 fuegos o familias como habitantes.
El señorío estuvo detentado por la familia Bou hasta que se quebró la línea masculina directa de dicho apellido con Merina Bou.

## Demografía
Millares cuenta con una población de 329 habitantes (INE 2024).
| Gráfica de evolución demográfica de Millares entre 1842 y 2021                                                      |
| |
| Población de derecho según los censos de población del INE Población de hecho según los censos de población del INE |

La demografía en Millares está sufriendo actualmente un notable descenso debido a la escasez de trabajo en la zona, que provoca que las familias se vean obligadas a salir del pueblo para trabajar o incluso los jóvenes para poder realizar sus estudios. Esto es debido a un mal aprovechamiento de la capacidad del pueblo, ya que es un municipio muy rico naturalmente, que dispone de los medios necesarios para salir adelante, pero que si sigue así acabará por ser uno más de la engrosada lista de pueblos fantasma de España.

## Economía
Se vivía antiguamente de los recursos naturales, agricultura de supervivencia, maderas de roble y carrasca, de pino y almeces, carbón vegetal, esparto, ganado cabrío, apicultura, aceite de oliva, mieses y algarrobas.
Había molinos harineros aprovechando los cursos de agua de sus barrancos para mover sus muelas; posteriormente, en la segunda década del siglo XX, Francisco Jover construyó una microcentral hidroeléctrica, y en 1928 comenzó la construcción por la Hidroeléctrica Española de la famosa y moderna central Juan de Urrutia con 4 turbinas francis de 25 000 cv. que daban una potencia total de 80 400 kW.
Su hijo, Ángel Jover, siguiendo la habilidad técnica de su padre, construyó emisoras de radio, primero como aficionado, siendo uno de los fundadores de URE el EA-5-DU, luego una emisora comercial con una potencia en antena de 1 kW que fue conocida como radio parroquial de Millares.
En cuanto la onda de TVE llegó a estas comarcas, puso una antena en su casa y Millares fue uno de los primeros pueblos de España en tener televisión.
Mencionar con respeto a D. Vicente Lorente, que instaló en el pueblo una imprenta, además de surtir de libros y material de papelería y oficina a la población, por lo que merece un reconocimiento a esa digna labor.
Por la década de los cuarenta, los hermanos Sáez Merino trajeron los primeros telares para la fabricación de tejidos de todo tipo, industria que creció y posibilitó el mantenimiento de la población y su buena estabilidad económica, con la construcción de nuevas fábricas que junto a la que en 1977 que la familia Martínez estableció para géneros de punto, eran quienes proporcionaban los puestos de trabajo estables o temporales, que complementaban a los de las empresas de construcción.
Cuando se paró la de telares en 1992, comenzó el declive del municipio, que como se observa en el estadillo arriba de este apartado, en esta misma página, ha sufrido un lamentable descenso en el número de habitantes y en calidad de vida de quienes de algún modo siguen viviendo en el pueblo.
Entre 1998 y 2002, se efectuó la sustitución de la antigua central de Hidroeléctrica en el cauce del río, al ser inundada tras el recrecimiento de la Presa de Tous, por una moderna sala de máquinas subterránea, que Iberdrola ha dotado con dos grupos generadores, también con turbinas francis de unos 35 MW cada una, aprovechando la mayor parte de las instalaciones de la antigua central, pero sustituyendo o complementándola con equipos de la más avanzada tecnología.
Por fin, después de una larga etapa de inactividad, ha vuelto a funcionar desde el mes de agosto de 2007 el albergue de turismo rural, que tan necesario es para reactivar algunos aspectos del desarrollo de esta villa.

## Administración y política
| Periodo   | Nombre                    | Partido   |
| --------- | ------------------------- | --------- |
| 1979-1983 | José Barberá Pérez        | PSPV-PSOE |
| 1983-1987 | José Sáez Sáez            | PSPV-PSOE |
| 1987-1991 | José Sáez Sáez            | PSPV-PSOE |
| 1991-1995 | José Sáez Sáez            | PSPV-PSOE |
| 1995-1999 | José Vicente Sáez Lorente | PSPV-PSOE |
| 1999-2003 | José Vicente Sáez Lorente | PSPV-PSOE |
| 2003-2007 | Higinio Pérez Pla         | PP        |
| 2007-2011 | Higinio Pérez Pla         | PP        |
| 2011-2015 | Higinio Pérez Pla         | PP        |
| 2015-2019 | José Ricardo Pérez Gómez  | PP        |
| 2019-2023 | José Ricardo Pérez Gómez  | PP        |
| 2023-act. | José Ricardo Pérez Gómez  | PP        |

## Monumentos y lugares de interés
- Castillo de Millares. En las proximidades de la población, sobre un monte cuyas septentrionales se desploman sobre el Júcar, quedan algunos restos de un castillo, de los varios que jalonaban el recorrido fluvial y que protegían el paso del desfiladero del Júcar contra posibles invasiones.
- Castillo de Cavas. También quedan ruinas de este castillo cuya torre atalaya todavía se mantiene en pie, en un punto elevado que domina el Júcar aguas arriba del pueblo.
- Castillo de Corral Antón
- Yacimiento icnológico de Tambuc Este
- Yacimiento icnológico de Tambuc Oeste

Enclavado en un escarpe del barranco de las Cañas, ribera izquierda del Júcar, existe un pequeño grupo de pinturas rupestres de estilo levantino (8000-4000 a. C.)y de estilo esquemático (4500-1500 a. C.) De una ocupación humana durante los primeros tiempos de la Edad de los Metales, o quizá algo antes, a fines del Neolítico, quedan restos en el importante yacimiento de la cueva de las Donas, donde se encuentra igualmente testimonios de época ibérica.

## Cultura

### Fiestas
Fiestas Patronales
Celebra sus fiestas del 3 al 5 de febrero en honor de San Blas, y del 4 al 8 de agosto, en honor del Santísimo Cristo de la Salud.